# Объединённая контрольная комиссия
Объединённая контрольная комиссия — трёхсторонняя миротворческая сила и объединённая структура военного командования из Молдовы, Приднестровья и России, действующая в демилитаризованной зоне на границе между Республикой Молдова и Украиной. Спорная территория между ними контролируется Приднестровской Молдавской Республикой (Приднестровье, ПМР).

## История
После войны в Приднестровье по инициативе президентов Молдовы и России Мирчи Снегура и Бориса Ельцина была создана Объединённая контрольная комиссия, подписавшая 21 июля 1992 года соглашение о прекращении огня. В неё входят военнослужащие вооружённых сил Молдовы, Приднестровья и России. В 1998 году комиссия была расширена за счёт добавления 10 украинских офицеров в качестве военных наблюдателей. Кроме того, Организация по безопасности и сотрудничеству в Европе также имеет миссию по наблюдению в Приднестровье и участвует во всех заседаниях ОКК. Нынешний миротворческий механизм представляет собой многогосударственную миссию с международным мандатом, которая начала свою деятельность в зоне конфликта 29 июля 1992 года.
Из трёх первоначальных сторон, поставляющих войска, Россия традиционно обеспечивала Молдову вторым и наименьшим контингентом, предоставляемым Приднестровьем. Однако по состоянию на 2006 год Молдова и ПМР участвуют с немного большим количеством солдат, чем Россия: в настоящее время Молдова обеспечивает 403 человек для вооружённых сил, ПМР — 411 человек, а Россия — до 385 человек.

## Миссия
Объединённая контрольная комиссия отвечает за обеспечение соблюдения соглашений о прекращении огня и безопасности и считается в России успешной идеей, поскольку вооружённый конфликт ни разу не возобновился с 1992 года. Демилитаризованная буферная зона, известная в местном масштабе как зона безопасности в Приднестровье, примерно следует контуру реки Днестр. Это 225 километров в длину и от 1 до 15 километров в ширину.
В соответствии с соглашением 1992 года с Молдовой, Россия имеет право сохранять 2400 военнослужащих в Приднестровье. Тем не менее, по состоянию на 2006 год численность российских войск составляла всего 1500 человек, причём в любое время от 349 до 385 человек было назначено в ОКК.